# Rugby World
Rugby World es una revista británica de rugby fundada en 1960. Es la líder de ventas en su país, por lo que compite con la francesa Midi Olympique por el liderazgo en Europa.

## Historia
Su mayor éxito fue durante y tras la Copa Mundial de Rugby de 2003, por el hecho de que vio consagrarse campeón del Mundo al XV de la Rosa, lo que aumentó la popularidad del deporte en el Reino Unido.
Tuvo entre sus filas a los jugadores Norman Mair y Nigel Starmer-Smith como escritores. Actualmente se calcula que es la más vendida del Mundo.

## Mejor equipo 1995–2015
Con motivo de la Copa Mundial de Rugby de 2015, elaboró una lista del mejor equipo de los últimos 20 años.
Forwards
| Hooker y Pilares - Tony Woodcock - Keven Mealamu (Hooker) - Os du Randt | Segunda líneas - Schalk Burger - Martin Johnson | Alas y Octavo - Thierry Dusautoir - Richie McCaw - Lawrence Dallaglio (Octavo) |

Backs
| Medio scrum y Apertura - Agustín Pichot - Jonny Wilkinson | Centros - Tim Horan - Brian O'Driscoll | Wings - Jonah Lomu - Bryan Habana | Fullback - Percy Montgomery |